# Championnat de Guinée-Bissau de football 1982-1983
Navigation
Édition précédente Édition suivante
La saison 1982-1983 du Championnat de Guinée-Bissau de football est la neuvième édition de la Primeira Divisião, le championnat de première division en Guinée-Bissau. Seize équipes se retrouvent au sein d'une poule unique où elles s'affrontent à deux reprises. Il n'y a ni promotion, ni relégation en fin de saison.
C'est le club de Sporting Clube de Bissau qui met fin au règne du Sport Bissau e Benfica, vainqueur des quatre derniers championnats, en terminant en tête du classement final, avec un seul point d'avance sur Benfica et trois sur l'UDI Bissau. Il s'agit du tout premier titre de champion de Guinée-Bissau de l'histoire du club, qui réalise même le doublé en s'imposant en finale de la Coupe de Guinée-Bissau face à Benfica.

## Les clubs participants
- Sporting Clube de Bissau
- UDI Bissau
- Sport Bissau e Benfica
- Ténis Clube de Bissau
- Desportivo de Gabú
- Clube de Futebol "Os Balantas"
- Ajuda Sport de Bissau
- Estrela Negra de Bolama
- Desportivo Recreativo Cultural de Farim
- Bula Futebol Clube
- Futebol Clube de Cantchungo
- Futebol Clube de Tombali
- Estrela Negra de Bissau
- Futebol Clube de Quinara
- Atlético Clube de Bissorã
- Sporting Clube de Bafatá

## Compétition

### Classement
Le classement est établi sur le barème de points suivant : victoire à 2 points, match nul à 1, défaite à 0.
| Rang | Équipe                                  | Pts | J  | G  | N  | P  | Bp | Bc | Diff |
| ---- | --------------------------------------- | --- | -- | -- | -- | -- | -- | -- | ---- |
| 1    | Sporting Clube de BissauC               | 50  | 30 | 22 | 6  | 2  | 79 | 19 | +60  |
| 2    | Sport Bissau e BenficaT                 | 49  | 30 | 22 | 5  | 3  | 85 | 22 | +63  |
| 3    | UDI Bissau                              | 47  | 30 | 20 | 7  | 3  | 58 | 20 | +38  |
| 4    | Sporting Clube de Bafatá                | 44  | 30 | 19 | 6  | 5  | 60 | 24 | +36  |
| 5    | Estrela Negra de Bissau                 | 41  | 29 | 18 | 5  | 6  | 61 | 30 | +31  |
| 6    | Ajuda Sport de Bissau                   | 34  | 30 | 13 | 8  | 9  | 48 | 32 | +16  |
| 7    | Futebol Clube de Cantchungo             | 33  | 30 | 10 | 13 | 7  | 47 | 41 | +6   |
| 8    | Desportivo de Gabú                      | 28  | 30 | 12 | 4  | 14 | 39 | 45 | -6   |
| 9    | Clube de Futebol "Os Balantas"          | 27  | 30 | 11 | 5  | 14 | 45 | 37 | +8   |
| 10   | Bula Futebol Clube                      | 25  | 30 | 10 | 5  | 15 | 30 | 41 | -11  |
| 11   | Ténis Clube de Bissau                   | 18  | 30 | 8  | 2  | 20 | 28 | 47 | -19  |
| 12   | Desportivo Recreativo Cultural de Farim | 18  | 28 | 5  | 8  | 15 | 29 | 49 | -20  |
| 13   | Estrela Negra de Bolama                 | 18  | 30 | 6  | 6  | 18 | 24 | 71 | -47  |
| 14   | Atlético Clube de Bissorã               | 18  | 29 | 8  | 2  | 19 | 25 | 83 | -58  |
| 15   | Futebol Clube de Tombali                | 12  | 30 | 5  | 2  | 23 | 31 | 77 | -46  |
| 16   | Futebol Clube de Quinara                | 12  | 30 | 5  | 2  | 23 | 27 | 84 | -57  |

|  | Qualification pour la Coupe des clubs champions africains 1984 |
|  | Qualification pour la Coupe de l'UFOA 1984                     |
|  | T : Tenant du titre C : Vainqueur de la Coupe de Guinée-Bissau |

## Bilan de la saison
| Championnat de Guinée-Bissau de football 1982-1983 |                                      |
| Champion                                           | Sporting Clube de Bissau (1er titre) |
| Coupes et trophées                                 |                                      |
| Vainqueur de la Coupe de Guinée-Bissau 1982-1983   | Sporting Clube de Bissau             |
| Qualifications continentales                       |                                      |
| Coupe des clubs champions africains 1984           | Sporting Clube de Bissau             |
| Coupe des Coupes 1984                              | Aucun                                |
| Coupe de l'UFOA 1984                               | Sport Bissau e Benfica               |
| Promotions et relégations                          |                                      |
| Promus en Primeira Divisião                        | Aucun                                |
| Relégués en Segunda Divisião                       | Aucun                                |